# Río Pintoyacu (Río Tigre)
Der Río Pintoyacu, auch Río Pindoyacu, ist der etwa 350 km lange linke Quellfluss des Río Tigre in der Provinz Pastaza im Osten von Ecuador.

## Flusslauf
Der Río Pintoyacu entspringt am westlichen Rand des Amazonastieflands auf einer Höhe von etwa 500 m, 70 km östlich der Stadt Puyo. Der Río Pintoyacu fließt anfangs 100 km in überwiegend östlicher Richtung. Anschließend wendet er sich allmählich nach Südosten und auf den letzten 50 km in Richtung Südsüdost. Der Río Pintoyacu weist unzählige Flussschlingen und Altarme auf. Er trifft schließlich auf den weiter südlich verlaufenden Río Conambo, mit dem er sich zum Río Tigre vereinigt. Der Vereinigungspunkt befindet sich 600 m von der peruanischen Grenze entfernt auf einer Höhe von etwa 170 m.

## Einzugsgebiet
Der Río Pintoyacu entwässert ein Areal von etwa 3800 km². Das Einzugsgebiet grenzt im Süden an das des Río Conambo, im Norden an das des Río Villano.